# J. P. Donleavy
James Patrick Donleavy, meglio conosciuto come J. P. Donleavy (Brooklyn, 23 aprile 1926 – Mullingar, 11 settembre 2017), è stato uno scrittore statunitense naturalizzato irlandese.

## Biografia
È conosciuto principalmente per il suo best seller The Ginger Man, pubblicato la prima volta nel 1955, che inizialmente fu censurato perché considerato osceno.
Tale è il valore dell'opera che la celebre casa editrice Modern Library lo inserì nella sua lista dei 100 migliori romanzi di tutti i tempi.

## Opere
- The Ginger Man (novel) Olympia Press, Paris 1955
- What They Did in Dublin, with The Ginger Man (play) MacGibbon & Kee, London 1961
- The Ginger Man (play) Random House, New York 1961
- Fairy Tales of New York (play), Penguin, UK 1961|Random House, New York 1961
- Meet My Maker the Mad Molecule (stories/sketches) Atlantic-Little, Brown, Boston 1964
- A Singular Man (play) The Bodley Head, UK 1965
- The Saddest Summer of Samuel S (novella) Delacorte Press, New York 1966
- The Beastly Beatitudes of Balthazar B (novel) Delacorte Press, New York 1968
- The Onion Eaters (novel) Delacorte Press, New York 1971
- The Plays of JP Donleavy Delacorte Press, New York 1972
- A Fairy Tale of New York (novel) Delacorte Press, New York 1973
- J.P. Donleavy: The Plays Penguin, UK 1974
- The Unexpurgated Code: A Complete Manual of Survival & Manners (non-fiction) Delacorte Press, New York 1975
- Schultz (novel) Delacorte Press, New York 1979
- De Alfonce Tennis... (novel) Weidenfeld & Nicolson, London 1984
- J. P. Donleavy's Ireland... (non-fiction) Viking, New York, 1986 (Michael Joseph, London 1986)
- Are You Listening Rabbi Löw (novel), Viking, London 1987
- A Singular Country (nonfiction) Ryan, Peterborough, UK 1989
- That Darcy, That Dancer, That Gentleman (novel) Viking, London 1990
- The History of the Ginger Man (nonfiction) Houghton Mifflin, New York, 1994|Viking, London 1994
- An Author and His Image (collected short pieces – nonfiction) Viking, London 1997
- Wrong Information is Being Given Out at Princeton (novel) Thomas Dunn-St. Martins Press, New York (Viking, London) 1998